# Heyen
Heyen is een gemeente in de Duitse deelstaat Nedersaksen. De gemeente maakt deel uit van de Samtgemeinde Bodenwerder-Polle in het Landkreis Holzminden.
Heyen telt 449 inwoners.
Het dorp werd in 1004 voor het eerst in een document vermeld onder de naam Hegen. De in de middeleeuwen gebouwde St.-Ursulakerk in het dorp bezit een bijzonder, zeer oud doopvont.
De moderne piramide in het dorp is een instelling, waar men een bepaalde vorm van massage in combinatie met acupunctuur kan leren.
In dit typische boerendorp wordt vooral koolzaad verbouwd.

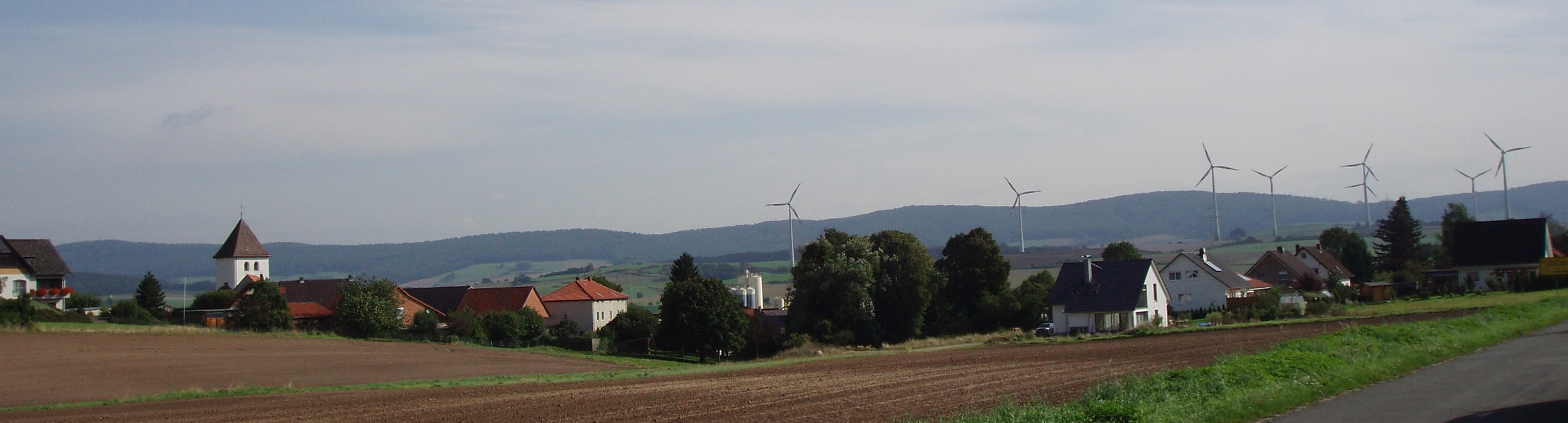
Dorpsgezicht
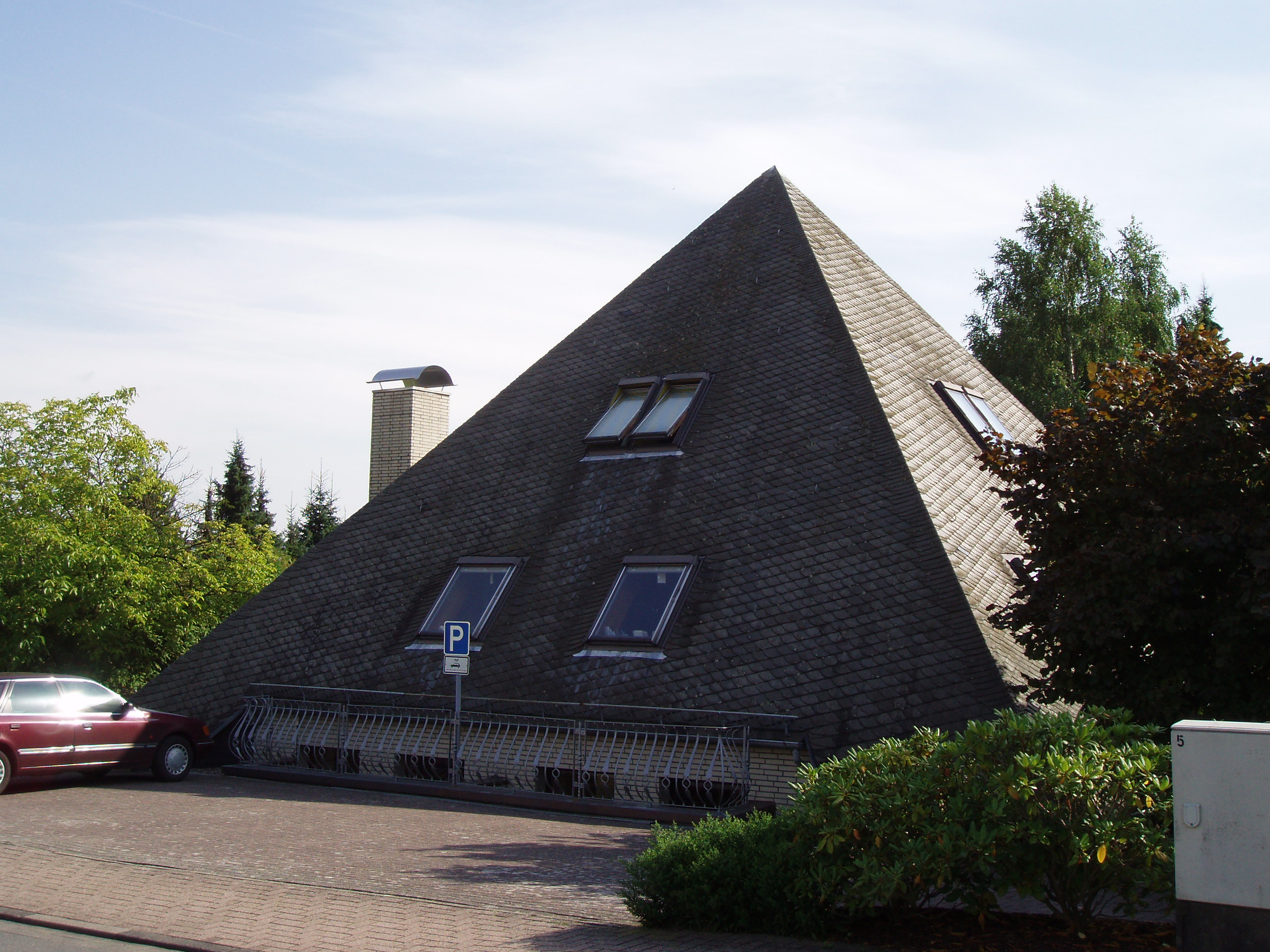
De piramide

Heyen moet niet verward worden met Heijen in Nederlands Limburg, gemeente Gennep.
- Gemeinsame Normdatei: 2095837-7
- Virtual International Authority File: 126174695

Arholzen · 
Bevern · 
Bodenwerder · 
Boffzen · 
Brevörde · 
Deensen · 
Delligsen · 
Derental · 
Dielmissen · 
Eimen · 
Eschershausen · 
Fürstenberg · 
Golmbach · 
Halle · 
Hehlen · 
Heinade · 
Heinsen · 
Heyen · 
Holenberg · 
Holzen · 
Holzminden · 
Kirchbrak · 
Lauenförde · 
Lenne · 
Lüerdissen · 
Negenborn · 
Ottenstein · 
Pegestorf · 
Polle · 
Stadtoldendorf · 
Vahlbruch · 
Wangelnstedt